# Nina Fiodorova
Pour les articles homonymes, voir Fiodorova.
Nina Viktorovna Fiodorova (en russe : Нина Викторовна Балдычева ; née le 18 juillet 1947 à Travino et morte le 27 janvier 2019  à Saint-Pétersbourg), est une fondeuse soviétique des années 1970.

## Palmarès

### Jeux olympiques
- Jeux olympiques d'hiver de 1976 à Innsbruck 
  -  Médaille d'or en relais 4 × 5 km.
  -  Médaille de bronze sur 5 km.
- Jeux olympiques d'hiver de 1980 à Lake Placid 
  -  Médaille d'argent en relais 4 × 5 km.

### Championnats du monde
- Championnats du monde de ski nordique 1970 à Vysoke Tatry 
  -  Médaille d'or en relais 3 × 5 km.
  -  Médaille de bronze sur 5 km.
- Championnats du monde de ski nordique 1974 à Falun 
  -  Médaille d'or en relais 4 × 5 km.